# Cotonou
Cotonou is de grootste stad van Benin en ligt in het zuidoosten van het land aan de Golf van Guinee. In 2013 telde de stad ruim 1,2 miljoen inwoners.
Cotonou is niet alleen de grootste stad van Benin en de hoofdstad van het departement Littoral, waarmee ze samenvalt, maar huisvest ook veel overheidsorganisaties en ambassades. Het is daarmee de de facto hoofdstad van Benin. Het nabijgelegen Porto-Novo is de officiële hoofdstad.

## Geschiedenis
De naam 'Cotonou' betekent "de monding van de rivier van de dood" in het Fon. Aan het begin van de 19e eeuw was Cotonou niet meer dan een klein vissersplaatsje. De naam werd destijds gespeld als Kotonou. Het lag binnen de invloedssfeer van het Koninkrijk Dahomey. In 1851 sloot Frankrijk een verdrag met koning Guézo van Dahomey waarmee het recht kreeg op het vestigen van een handelspost in Cotonou. Tijdens de regering van Glélé, die zijn vader Guézo in 1858 was opgevolgd, werd op 19 mei 1868 een overeenkomst getekend waarbij de plaats werd overgedragen aan Frankrijk. In 1883 werd Cotonou door de Fransen bezet, om te voorkomen dat de Britten het gebied zouden veroveren. Na de dood van Glélé in 1889 trachtte diens zoon Gbéhanzin tevergeefs de overeenkomst met de Fransen aan te vechten.

Cotonou ontwikkelde zich snel. In 1960 telde de stad 70.000 inwoners; in 1976 al 178.000 en sindsdien is de stad exponentieel gegroeid.

## Economie
De stad heeft een belangrijke haven die de enige diepzeehaven van het land is, en de luchthaven Cadjehoun, en heeft een spoorverbinding met Parakou, Lomé en Porto Novo. Door zijn ligging en zijn wegverbindingen met de omringende landen is Cotonou een belangrijke handelsplaats in West-Afrika. Onder de belangrijkste doorvoerproducten zijn tweedehands auto's. Via de haven worden deze direct doorgevoerd naar de omliggende landen Nigeria, Niger, Burkina Faso en zelfs naar Mali. Cotonou is ook een distributiecentrum voor aardolieproducten. Benin heeft geen eigen bodemschatten. Via de haven wordt meer ingevoerd dan uitgevoerd. Katoen is een belangrijk exportproduct.

## Internationale politiek
In 1993 werd te Cotonou het Verdrag van Lagos gewijzigd, waardoor de Economische Gemeenschap van West-Afrikaanse Staten (ECOWAS) veranderde in een losser samenwerkingsverband. In 2020 werd te Cotonou de Overeenkomst van Cotonou getekend.

## Sport
Cotonou kent de voetbalclubs Mambas Noirs FC en Requins de l'Atlantique FC, en beschikt over de stadions Stade René Pleven d'Akpakpa en Stade de l'Amitié.

## Geboren
- Vincent Mensah (1924-2010), bisschop
- Frédéric Dohou (1961), hoogleraar en politicus
- Djimon Hounsou (1964), Benins-Amerikaans acteur
- Coffi Codjia (1967), voetbalscheidsrechter
- Wilfried Tevoedjre (1979), zwemmer
- Yannick Aguemon (1992), voetballer

## Overleden
- Isaac Julius Tamaëla (1914-1978), Nederlands militair en leider van Zuid-Molukkers
- Hubert Maga (1916-2000), politicus
- Justin Ahomadegbé-Tomêtin (1917-2002), politicus
- Médard Zanou (1987-2009), voetballer
- Mathieu Kérékou (1933-2015), politicus
- Émile Derlin Zinsou (1918-2016), politicus

## Broedersteden
- Créteil (Frankrijk), sinds 1986

- Biblioteca Nacional de España: XX6320712
- Bibliothèque nationale de France: cb11883016f (data)
- Gemeinsame Normdatei: 4264312-0
- Library of Congress Control Number: n83040649
- MusicBrainz: c6d296d7-0c0c-4bf1-8c5a-0236018f219c
- National Archives and Records Administration: 10038314
- Nationale Bibliotheek van Tsjechië: ge344365
- Nationale Bibliotheek van Israël: 987007536661805171
- Système universitaire de documentation: 028045637
- Virtual International Authority File: 141929622